# El Džadida
El Džadida (arabsko الجديدة, latinizirano: al-Jadīda) je glavno pristaniško mesto na atlantski obali Maroka, ki je 96 kilometrov južno od mesta Casablance, v provinci El Džadida in regiji Casablanca-Settat. Leta 2023 je imelo mesto ocenjeno 170.956 prebivalcev.
Utrjenemu mestu, ki so ga v začetku 16. stoletja zgradili Portugalci in poimenovali Mazagan (v portugalščini Mazagão), so se Portugalci leta 1769 odrekli in ga vključili v Maroko. Staro mestno obzidje El Džadide je eno od sedmih svetovnih čudes portugalskega izvora. Portugalsko utrjeno mesto Mazagan je bilo leta 2004 vpisano na Unescov seznam svetovne dediščine na podlagi statusa »izjemnega primera izmenjave vplivov med evropsko in maroško kulturo« in kot »zgodnji primer uresničevanja renesančnih idealov, povezanih s portugalsko gradbeno tehnologijo«. Po mnenju Unesca sta najpomembnejši stavbi iz portugalskega obdobja cisterna in cerkev Marijinega vnebovzetja, obe v manuelinskem slogu.
Mesto je priljubljeno letovišče in destinacija tako za maroške kot mednarodne turiste. 20 kilometrov južneje leži pomemben industrijski kompleks Jorf Lasfar.

## Imena
Druga imena in vzdevki El Džadide v drugih jezikih so bili: Cap Soleis, Portus Rutilis, Rusibis, Mazighen (arabsko مازيغن), al-Breyja (arabsko البريجة), Mazagão, al-Mahdouma (arabsko المهدومة) in Mazagan. Mesto se je leta 1820 preimenovalo v al-Džadida, kar pomeni 'Novo'.

## Zgodovina
El Džadida sega v 5. stoletje pred našim štetjem, ko so jo ustanovili in naselili Feničani.
Pred prihodom Portugalcev v 16. stoletju se zdi, da je sidrišče, ki so ga uporabljali čolni, obstajalo na sedanjem mestu El Džadida ves srednji vek in v antiki. Ime Mazighan je prvi dokumentiral arabski geograf Al-Bakri iz 11. stoletja. Leta 1502 je na tem mestu pristal portugalski kapitan Jorge de Mello, ki naj bi ga sem prignala nevihta. On in njegova posadka so se zatekli v zapuščen stolp, imenovan al-Brija ali al-Buraija, da bi se branili pred morebitnimi napadi domačinov. Po vrnitvi na Portugalsko je leta 1505 dobil dovoljenje portugalskega kralja Manuela I., da tukaj ustanovi trdnjavo, vendar dokazi kažejo, da tega ni izvedel, saj ko je portugalska vojska leta 1513 šla mimo tod, da bi osvojila Azemour, ni našla ničesar razen starega stolpa.
Ker je bil Azemour težko dostopen, so se Portugalci vrnili in poleti 1514 zgradili citadelo na bolj dostopnem Mazighanu. Ta citadela je bila pravokotna stavba s štirimi stolpi, od katerih je bil eden stari stolp, ki je že stal tukaj. Arhitekta sta bila dva brata, Diogo in Francisco de Arruda. Lokacija je nato v portugalščini postala znana kot Mazagão. V naslednjih nekaj desetletjih so se Sadidi povzpeli na oblast in začeli izganjati Portugalce iz njihovih obalnih trdnjav, najpomembnejši dogodek pa je bil njihov izgon iz Santa Cruza (današnjega Agadirja) leta 1541. V odgovor je portugalski kralj Ivan III. ukazal evakuacijo portugalskih položajev pri Azemourju in Safiju ter se namesto tega osredotočil na izgradnjo bolj obrambnega položaja pri Mazagão. Posledično je bila leta 1541 portugalska utrdba razširjena v večjo obzidano trdnjavo, ki jo vidimo danes.
Kraljevina Portugalska bo še naprej nadzorovala mesto do leta 1769, ko so zapustili Mazagão, svoje zadnje ozemlje v Maroku. Ob prisilnem odhodu so Portugalci uničili guvernerjev bastijon. Večino portugalskega prebivalstva so poslali v kolonijo Brazilijo, kjer so ustanovili novo naselje, imenovano Nova Mazagão (sedanji Mazagão v zvezni državi Amapá). Mesto je nato leta 1769 prevzel sultan Mohamed ben Abdalah in je ostalo večinoma nenaseljeno, saj so ga poimenovali al-Mahdouma ('Uničeno'). Sčasoma je sultan Abd al-Rahman (vladal 1822–1859) ukazal zgraditi mošejo in med njegovo vladavino v zgodnjem 19. stoletju so obnovili uničene dele mesta. Leta 1820 se je mesto preimenovalo v al-Džadida, kar pomeni 'Novo'. Mesto je doživelo preporod in kmalu preraslo Azemour kot najpomembnejše mesto na tem območju. Poleg muslimanskega prebivalstva je delovala tudi skupnost Judov, ki je sodelovala pri oživitvi mesta.
Na začetku francoskega protektorata v Maroku (ustanovljenega leta 1912) se je mesto razvilo kot turistično letovišče, kar je bila ena od prvih pobud za razvoj sodobnega turizma v Maroku. Do leta 1930 je imelo igralnico, ki je bila priljubljena med evropskimi turisti in kolonisti. Pomen mestnega pristanišča pa je upadel, ko je Casablanca v tem obdobju prerasla v glavno pristanišče in urbano središče države. V 1980-ih se je približno 20 kilometrov južneje razvil velik industrijski kompleks Jorf Lasfar. S pomočjo Unescove svetovne dediščine od leta 2004 je mesto še danes turistična destinacija.
Med potresom septembra 2023, ki je prizadel južni Maroko, je bila poškodovana zgodovinska portugalska cerkev v starem mestu. Od 13. septembra so bile opažene razpoke v cerkvenem stolpu in obstajala je nevarnost porušitve konstrukcije.

## Znamenitosti

### Trdnjava Mazagan
Zasnova trdnjave Mazagan je odgovor na razvoj modernega topništva v renesansi. Zvezdasta oblika trdnjave meri približno 250 m × 300 m. Rahlo nagnjene, masivne stene so v povprečju visoke ok. 8 m, debeline 10 m, obdajajo patruljni obrobni hodnik širine 2 m. Trenutno ima utrdba štiri bastijone: Angelov bastion na vzhodu, St Sebastian na severu, St Antoine na zahodu in Svetega Duha na jugu. Peti, guvernerjev bastijon pri glavnem vhodu, je v ruševinah, saj so ga leta 1769 uničili Portugalci. Na vrhu bastijonov so še vedno nameščeni številni portugalski topovi iz kolonialne dobe.
Utrdba je imela troje vrat: Seagate, ki tvorijo majhno pristanišče s severovzhodnim obzidjem, Bull Gate v severozahodnem obzidju in glavni vhod z dvojnim lokom v središču južnega obzidja, ki je bil prvotno povezan s kopnim preko dvižnega mostu. Jarek, širok cca 20 m in globok 3 m, prej napolnjen z morsko vodo, je obdajal utrdbo. V času francoskega protektorata je bil jarek zasut z zemljo in odprta nova vhodna vrata, ki so vodila do glavne ulice, Rua da Carreira, in do Seagate. Vzdolž te ulice so najbolje ohranjene zgodovinske stavbe, vključno s katoliško cerkvijo Marijinega vnebovzetja in portugalsko cisterno.

#### Citadela
Citadela, ki je v osrčju obzidanega mesta, je bila prva stalna portugalska zgradba na tem mestu leta 1514. Je stavba s pravokotnim tlorisom, ki meri približno 47 × 56 metrov, s tremi večjimi prostori okoli osrednjega prostora in štirimi stolpi (enim na vsakem vogalu). Južni stolp El-Brija (prvotno znan kot al-Buraija) je bil lokalnega, predportugalskega izvora in tu so se Portugalci prvič zatekli, ko so prispeli leta 1502. Eden od severnih stolpov je bil pozneje preoblikovan v osnovo minareta iz 19. stoletja, zgrajenega za bližnjo mošejo. Cisterna je pod Citadelo.

#### Portugalska cisterna
Polpodzemna komora ima približno kvadratni tloris, ki meri okoli 33 do 34 metrov na stranico, je bila zgrajena s petimi vrstami petih kamnitih stebrov in slopov. Dvorana je zgrajena v poznogotskem manuelinskem slogu, z obokanim stropom iz opeke in kamnitimi rebri. Njena prvotna funkcija ni jasna. Morda je bila orožarna, vojašnica ali kašča, vendar je zabeleženo, da je bila leta 1541 spremenjena v cisterno. Zasnoval ga je arhitekt Miguel de Arruda, vendar so bila gradbena dela zaupana João de Castilhu. Okrogla odprtina v središču komore je služila za zbiranje deževnice. Cisterna je znana predvsem po tanki plasti vode, ki prekriva tla in ustvarja fine in vedno spreminjajoče se odseve v sicer temno obokani komori. Njene vizualne lastnosti so takšne, da je bilo v jamskem prostoru posnetih več filmov, od katerih je mednarodno najbolj znan Othello Orsona Wellesa.

#### Cerkve
Cerkev Marije Vnebovzete, ugledna stavba, ki stoji južno od Citadele, je bila glavna župnijska cerkev portugalske naselbine. Zgrajena je bila oziroma se je začela graditi, ko je bila trdnjava razširjena leta 1541. Ima ladjo, kor, zakristijo in zvonik. Obstajale so še vsaj tri druge cerkve, a so danes prisotni le delni ostanki. Dve majhni cerkvi sta bili povezani z nekaterimi bastijoni trdnjave. Druga, Cerkev usmiljenja (Misericórdia), je bila del Citadele.

#### Sinagoge
Številne sinagoge so obstajale znotraj starega mesta, kar priča o pomenu judovske skupnosti v 19. in 20. stoletju. Eden vidnih primerov je sinagoga Bensimon, ki je bila slovesno odprta leta 1926 in je pritrjena na prejšnje strukture v severnem kotu nekdanje trdnjave. Njeno gradnjo so sponzorirali štirje bratje iz družine Bensimon: Nessim, Messaoud, Abraham in Mordechai.

#### Muzej upora in neodvisnosti
Ta muzej in razstavni prostor, ki je blizu plaže južno od starega mesta in pristanišča, je posvečen spominu na maroške vojake in odpor proti režimu francoskega protektorata. Je v stavbi iz kolonialne dobe iz 20. stoletja, zgrajeni v "mavrskem" slogu.

## Gospodarstvo
Mesto je pomembna turistična destinacija deloma zaradi svoje zgodovinske dediščine, ki jo priznava Unesco. Veliko letovišče s petimi zvezdicami, Mazagan Beach Resort, je bilo odprto leta 2009 poleg bližnjega mesta Azemour, imenovanega po zgodovinski portugalski utrdbi. Letovišče je bilo del širše strategije, ki jo je leta 2001 začel kralj Mohamed VI., da bi spodbudil turizem v Maroku z ustvarjanjem, s pomočjo tujih vlagateljev, velikih obalnih letovišč v El Džadidi, Essaouiri, Saïdii in drugih mestih na maroški obali. Mesto je tudi priljubljeno poletno letovišče za maroške družine.
Od 1980-ih ima mestno gospodarstvo koristi od velikega industrijskega kompleksa v Jorf Lasfarju, ki je približno 20 kilometrov južneje Kompleks, ki ga upravlja Office Chérifien du Phosphore, je glavni predelovalni center za regionalne zaloge fosfatov, njegovo pristanišče pa se uporablja za izvoz sorodnih izdelkov. Služi tudi kot osnova za druge industrije.